# Species 2000
Species 2000 este o federație de organizații de baze de date din lumea întreagă, care în parteneriat cu Integrated Taxonomic Information System (ITIS) compilează Catalogue of Life, un checklist comprehensiv a speciilor din lume. Crearea Species 2000 a fost inițiată de Frank Bisby și coleagii de la Universitatea Reading din Marea Britanie, în anul 1997, iar Catalogue of Life a fost publicat pentru prima oară în 2001. În timp ce administratorii și organizațiile membre ale Species 2000 sunt situate peste tot în lume, secretariatul este situat la Universitatea din Reading.